# Дорофеева, Алина Анатольевна
Алина Анатольевна Дорофеева (31 августа 1998, Красноярск) — российская и азербайджанская футболистка, защитница клуба «Рубин» и сборной Азербайджана.

## Биография
Начала заниматься футболом в красноярской ДЮСШ № 2, первый тренер — Николай Непомнящий. С начала 2010-х годов тренировалась в детской команде ЖФК «Енисей». Становилась призёром региональных турниров, признавалась их лучшим игроком.
С 2014 года выступала за взрослую команду «Енисея». Становилась победительницей (2014) и серебряным призёром (2015, 2016) первого дивизиона России. С 2017 года вместе со своим клубом выступает в высшем дивизионе. Дебютный матч на высшем уровне сыграла 18 апреля 2017 года против «Россиянки». Автором своего первого гола в высшей лиге стала 11 апреля 2019 года в игре с «Чертаново». После окончания сезона 2024 покинула «Енисей» и перешла в казанский «Рубин».
В 2015 году вызывалась в юношескую (до 17 лет) сборную России, сыграла 3 матча в отборочном турнире чемпионата Европы среди 17-летних.
В 2019 году приняла гражданство Азербайджана и стала играть за сборную страны. В официальных матчах дебютировала 4 октября 2019 года в отборочной игре чемпионата Европы-2021 против Испании, а первый гол забила 10 ноября 2019 года в ворота Молдавии.